# Врубівський
Вру́бівський (кол. Ворошиловський)  — селище в Україні, у Лутугинській міській громаді Луганського району Луганської області. З 2014 року є окупованим.
Селище розташоване за 9 км від районного центру й за 1 км від залізничної станції Врубівка. 

## Історія
Виникло 1897 року у зв'язку зі спорудженням копальні «Надія».
У Врубівському працює неповна середня школа, бібліотека, палац культури.
12 червня 2020 року, відповідно до Розпорядження Кабінету Міністрів України № 717-р «Про визначення адміністративних центрів та затвердження територій територіальних громад Луганської області», увійшло до складу Лутугинської міської територіальної громади.
19 липня 2020 року, в результаті адміністративно-територіальної реформи та ліквідації  Лутугинського району, увійшло до складу новоутвореного Луганського району.